# I Ain't Mad at Cha
"I Ain't Mad at Cha" é uma canção do falecido rapper estadunidense Tupac Shakur, com a participação do cantor de soul compatriota Danny Boy. A canção foi lançada em 15 de setembro de 1996, 2 dias do seu falecimento, como sexto single de seu quarto álbum de estúdio All Eyez on Me. A canção chegou a decima terceira posição no Reino Unido, e a vice-liderança na Nova Zelândia. A canção contém um  sample da música "A Dream" do grupo DeBarge.

## Faixas e formatos

### CD single
DRWCD5/854 843-2
1. "I Ain't Mad at Cha" - Editada
2. "I Ain't Mad at Cha" - Versão LP
3. "Skandalouz"
4. "Heartz of Men"
5. "Hail Mary"

### 12" maxi single
12 DRW5/854 843-1
1. "I Ain't Mad at Cha" - Editada
2. "I Ain't Mad at Cha" - Versão LP
3. "Skandalouz"
4. "Heartz of Men"

### Cassette single
DRWMC5/854 842-4
1. "I Ain't Mad At Cha" - Editada
2. "Skandalouz"

## Desempenho nas paradas
| Paradas (1996-97)                                  | Melhor posição |
| -------------------------------------------------- | -------------- |
| O campo songid é OBRIGATÓRIO PARA PARADA ALEMÃ     | 86             |
| Austrália (ARIA)                                   | 47             |
| Estados Unidos (Billboard Hot 100 Airplay)         | 58             |
| Estados Unidos (Billboard Hot R&B/Hip-Hop Airplay) | 18             |
| Nova Zelândia (Recorded Music NZ)                  | 2              |
| Países Baixos (Single Top 100)                     | 15             |
| Reino Unido (UK Singles Chart)                     | 13             |
| Suécia (Sverigetopplistan)                         | 35             |